# Mrs. Brown
Mrs. Brown es una película de 1997 protagonizada por Judi Dench, Billy Connolly, Geoffrey Palmer, Sher Antonio y Gerard Butler. Fue escrita por Jeremy Brock y dirigida por John Madden.
La película fue producida por la BBC y por Ecosse Films, con la intención de ser expuesta en la BBC y en el Teatro Obra Maestra de WGBH. Sin embargo, fue adquirida por Miramax y puesto en libertad con un éxito inesperado.
La película se proyectó en el Festival de Cine de Cannes de 1997 y Dench fue nominada para el Oscar a la mejor actriz.

## Sinopsis
La película cuenta la historia de la Reina Victoria (interpretada por Judi Dench) y su relación con un sirviente escocés, John Brown (interpretado por el comediante Billy Connolly), y el posterior escándalo que provocó. Brown había sido un siervo de confianza del reciente fallecido consorte de Victoria, el Príncipe Alberto; el jefe de los servicios públicos de Victoria pensó que Brown podría ayudar a aliviar a la reina del profundo dolor que ella sentía por la muerte del Príncipe Consorte en 1861. Para ayudar a esta hacia la reanudación de la vida pública tras años de luto aislada -usó el color negro dominante para sus vestidos el resto de su vida-, Brown es citado ante la corte real. 
El plan tiene éxito, sobre todo para el secretario en jefe de Victoria, Sir Henry Ponsonby (interpretado por Geoffrey Palmer) y el Príncipe de Gales (interpretado por David Westhead), así como otros miembros de la Familia real, la población, la prensa y los políticos pronto perciben la influencia de Brown sobre la reina. Brown toma considerables libertades con corte de protocolo, especialmente haciendo frente a Su Majestad como "mujer". Asimismo, rápidamente toma el control de las actividades diarias de la reina, agravando aún más la tensión entre él y la familia real, -especialmente con el Príncipe de Gales y futuro rey- hasta el punto de que tres o cuatro sicarios le atacan en las caballerizas rompiéndole tres costillas y produciéndole, además, varias heridas y haciéndole tragar por la fuerza una bebida alcohólica para simular que se había peleado estando borracho, que es lo que se le cuenta a Su Majestad. 
El sobrenombre de "Sra. Brown", que se utiliza tanto en el momento y en la película, implica de manera inapropiada, y quizás una relación sexual. La película no trata directamente de las sospechas de que la reina y Brown habían tenido una relación sexual y tal vez incluso se habían casado en secreto.
La película muestra a Victoria virtualmente confinada, en especial en el Castillo de Balmoral en Escocia, algo inicialmente alentado por Brown, que llevó a una caída en su popularidad y un aumento en el sentimiento republicano. El primer ministro Benjamin Disraeli (Antony Sher) persuade a Brown para utilizar su influencia con la reina y conseguir su regreso al desempeño de sus funciones públicas, especialmente para el "discurso del trono" por la inminente apertura del Parlamento. 
Brown se muestran renuente a hacerlo, temiendo que Victoria tomará esto como una traición. Así sucede, y, en su momento, los dos discuten. Cuando Brown la insta a cumplir su funciones públicas, se vuele muy enojada con él por dirigirse a ella, de forma casual como "mujer", reprendiéndole bruscamente. Su relación ya nunca fue la misma. 
Aun así, seguramente influida por Brown, la reina toma la decisión de regresar a su cometido lo que conduce a un resurgimiento de su popularidad y el apoyo público para la monarquía. 
Sin embargo, Brown sigue sirviendo a Victoria hasta su muerte en 1883, principalmente en la supervisión de su seguridad, lo cual queda ilustrado en la frustración de un simulacro de ataque con una pistola inofensiva, lo que Brown no podía saber; atacante contra el cual él se lanza, inmovilizándolo.    
La película muestra que la relación entre los dos nunca volvería a ser igual que antaño, sólo en el lecho de muerte de Brown, ella, finalmente, cede y ese acercamiento que había entre ellos repentinamente regrese. El público se entera de que Brown ha muerto de neumonía a través de una conversación entre el médico de la Reina, el doctor Jenner (Richard Pasco), y Ponsonby.
En varias escenas de la película se muestra que Brown lleva un diario. El doctor también explica que el Príncipe de Gales ha lanzado una de los bustos favoritos de la Reina de Brown sobre el "muro de palacio", lo que explica la apertura de la película. 
Al final de la película, se le dice al público, en texto, "el diario de John Brown nunca fue encontrado."

## Premios

### Oscar
| Año  | Categoría        | Persona                                       | Resultado  |
| ---- | ---------------- | --------------------------------------------- | ---------- |
| 1997 | Mejor actriz     | Judi Dench                                    | Candidata  |
| 1997 | Mejor maquillaje | Lisa Westcott Veronica Brebner Beverley Binda | Candidatos |

### Globos de Oro
| Año  | Categoría            | Persona    | Resultado |
| ---- | -------------------- | ---------- | --------- |
| 1997 | Mejor actriz - Drama | Judi Dench | Ganadora  |

### Premios del Sindicato de Actores
| Año  | Categoría    | Persona    | Resultado |
| ---- | ------------ | ---------- | --------- |
| 1997 | Mejor actriz | Judi Dench | Candidata |

### Premios BAFTA
| Año  | Categoría                     | Persona                  | Resultado |
| ---- | ----------------------------- | ------------------------ | --------- |
| 1997 | Mejor película                | Mejor película           | Candidata |
| 1997 | Mejor película Británica      | Mejor película Británica | Candidata |
| 1997 | Mejor actor                   | Billy Connolly           | Candidato |
| 1997 | Mejor actriz                  | Judi Dench               | Ganadora  |
| 1997 | Mejor guion original          | Jeremy Brock             | Candidato |
| 1997 | Mejor diseño de producción    | Martin Childs            | Candidato |
| 1997 | Mejor diseño de vestuario     | Deirdre Clancy           | Ganadora  |
| 1997 | Mejor maquillaje y peluquería | Lisa Westcott            | Candidata |

- Datos: Q1516164